# DMAX
DMAX – kanał telewizyjny poświęcony stylom życia. Kanał, mimo iż należy do Discovery Communications, nadaje w Niemczech i w Wielkiej Brytanii; Discovery Networks Europe ma w planach inne wersje językowe tego kanału.
DMAX pierwotnie nadawał pod nazwą XXP i był prywatnym kanałem niemieckim nadającym filmy dokumentalne. 1 stycznia 2006 został zakupiony przez spółkę Discovery i przemianowany na DMAX. Rozpoczął nadawanie już 9 miesięcy później (1 września 2006). 8 stycznia 2008 powstała brytyjska wersja kanału. Kanał mógł się pojawić w Polsce w ramach kolejno drugiego i trzeciego konkursu na miejsce na pierwszym multipleksie naziemnej telewizji cyfrowej, jednakże przegrał walkę o to miejsce w drugim konkursie z Fokus TV, a w trzecim konkursie z Silver TV (obecnie Antena HD). Nadawca zgłosił więc zapotrzebowanie na kolejną częstotliwość w nowym multipleksie, na którym chciałby nadawać, ale na razie nie został wyłoniony jego realizator ani wybrane kanały do emisji. 
DMAX skupia się na męskim hobby, lista tematów jest urozmaicona: motoryzacja, technologie, nauka, podróże i przygody.